# Il testamento blu
Il testamento blu (titolo originale Mean High Tide) è un romanzo giallo scritto da James W. Hall pubblicato nel 2000 in Italia, nella collana Il Giallo Mondadori.

## Trama
Thorn è un uomo solitario che fa il pescatore in un piccolo paesino della Florida. Oltre alla pesca, l'altra sua passione è la fidanzata Darcy. Lei, di professione investigatrice privata, muore annegata dopo un'immersione.
Thorn e l'amico fedele, nonché collega di Darcy, Sugarman, hanno modo di capire che la morte di Darcy altro non è che un violento e brutale omicidio.

## Personaggi
- Thorn: fabbricante di esche
- Darcy Richards: compagna di Thorn
- Sugarman: investigatore privato amico di Thorn e Darcy
- Harden Winchster: proprietario di un allevamento di pesci
- Sylvie Winchester: figlia di Harden
- Philip Albright: proprietario di una ditta per la conservazione del pesce
- Doris Albright: moglie di Philip
- Roy David Murtha: proprietario di un negozio di liquori
- Judy Nelson: impiegata del Dipartimento di pesca e della fauna selvatica ed ex compagna di scuola di Thorn
- Rochelle Hamilton: ex compagna di scuola di Thorn e ex fiamma di Murtha
- Frank Witty: uomo di mezza età appena separato
- Andy Stuntmeyer: segretario di Sugarman
- Ralph Mellon: medico
- Jeanne Sugarman: moglie di Sugarman

## Edizioni
- James W. Hall, Il testamento blu, traduzione di Ombretta Giumelli, Il Giallo Mondadori (n.2674), 2000,  p. 329.